# Arthur Chichester (1er marquis de Donegall)
Pour les articles homonymes, voir Arthur Chichester.
Arthur Chichester (13 juin 1739 - 5 janvier 1799) est un noble, titré 1er marquis de Donegall et homme politique anglais en Irlande.

## Biographie
Il fait ses études au Trinity College à Oxford avant de succéder à son oncle en 1757 en tant que cinquième comte de Donegall.
Après avoir pris son siège à la Chambre des lords irlandaise en 1765, il sert à Westminster en tant que député de Malmesbury (1768-1774). Pour obtenir son soutien au gouvernement à la Chambre des communes irlandaise, il est créé en 1790, baron Fisherwick, de Fisherwick dans le Staffordshire, dans la Pairie de Grande-Bretagne. L'année suivante, il est également créé comte de Belfast et marquis de Donegall dans la pairie d'Irlande.

## Famille

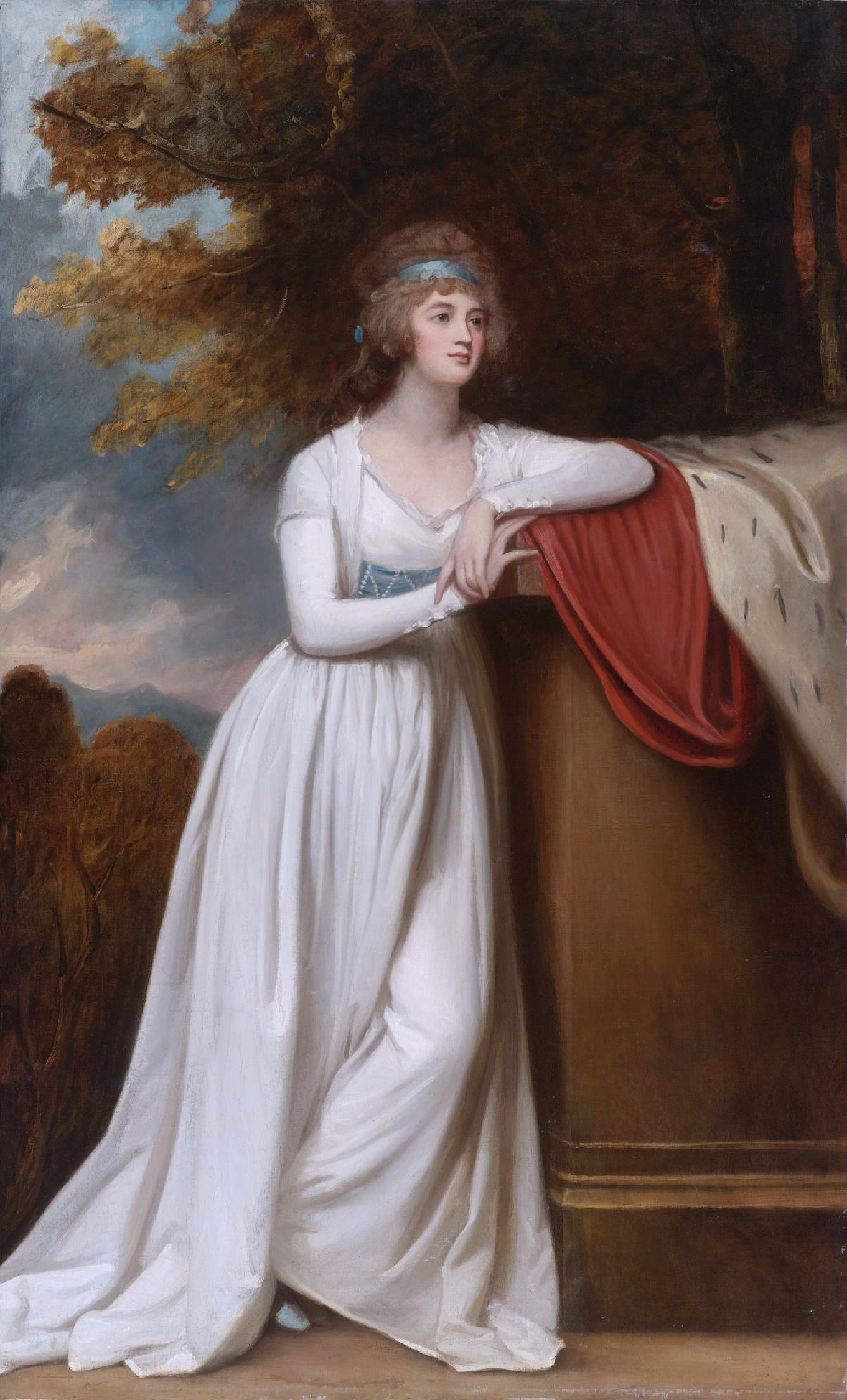
Barbara, marquise de Donegall

Lord Donegall s'est marié trois fois. Le 11 septembre 1761, il épouse Anne Hamilton, fille de James Hamilton (5e duc de Hamilton). Ils ont sept enfants:
- George Chichester (2e marquis de Donegall) (1769-1844)
- Arthur Chichester (3 mai 1771 - 11 septembre 1788)
- Spencer Stanley Chichester (1775-1819), père d'Arthur Chichester, 1er baron Templemore
- Elizabeth Juliana Chichester (décédée le 24 avril 1787)
- Charlotte Anne Chichester, morte en bas âge
- Henrietta Chichester, morte en bas âge
- Amelia Chichester, morte en bas âge

En octobre 1790, il épouse Barbara, fille du révérend Luke Godfrey qui est sa troisième femme.
Lord Donegall tenait en location une résidence de campagne à Butley Priory, Suffolk. Il est décédé à l'âge de 59 ans dans son domicile londonien de St James's Square à Westminster.